# Chevalet de pompage

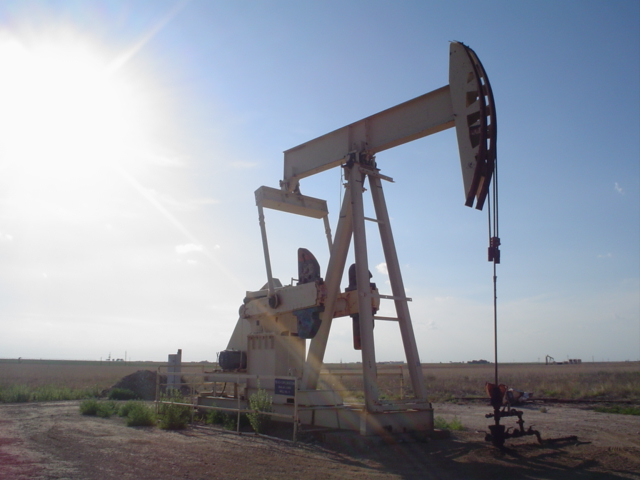
Chevalet de pompage.

Un chevalet de pompage (anglais : pumpjack ou nodding donkey) est une pompe de surface à piston alternatif notamment utilisée pour extraire le pétrole à partir d'un puits. La partie supérieure est aussi appelée tête de cheval en raison de sa forme caractéristique.

## Description

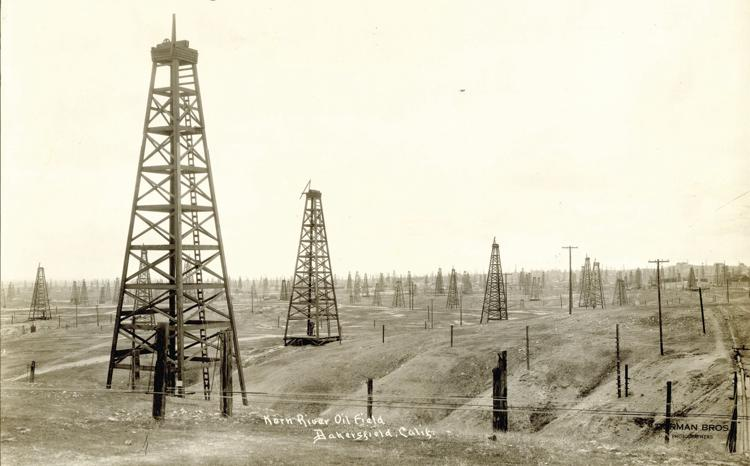
Derricks du champ pétrolifère de Kern River (Californie) en 1910.

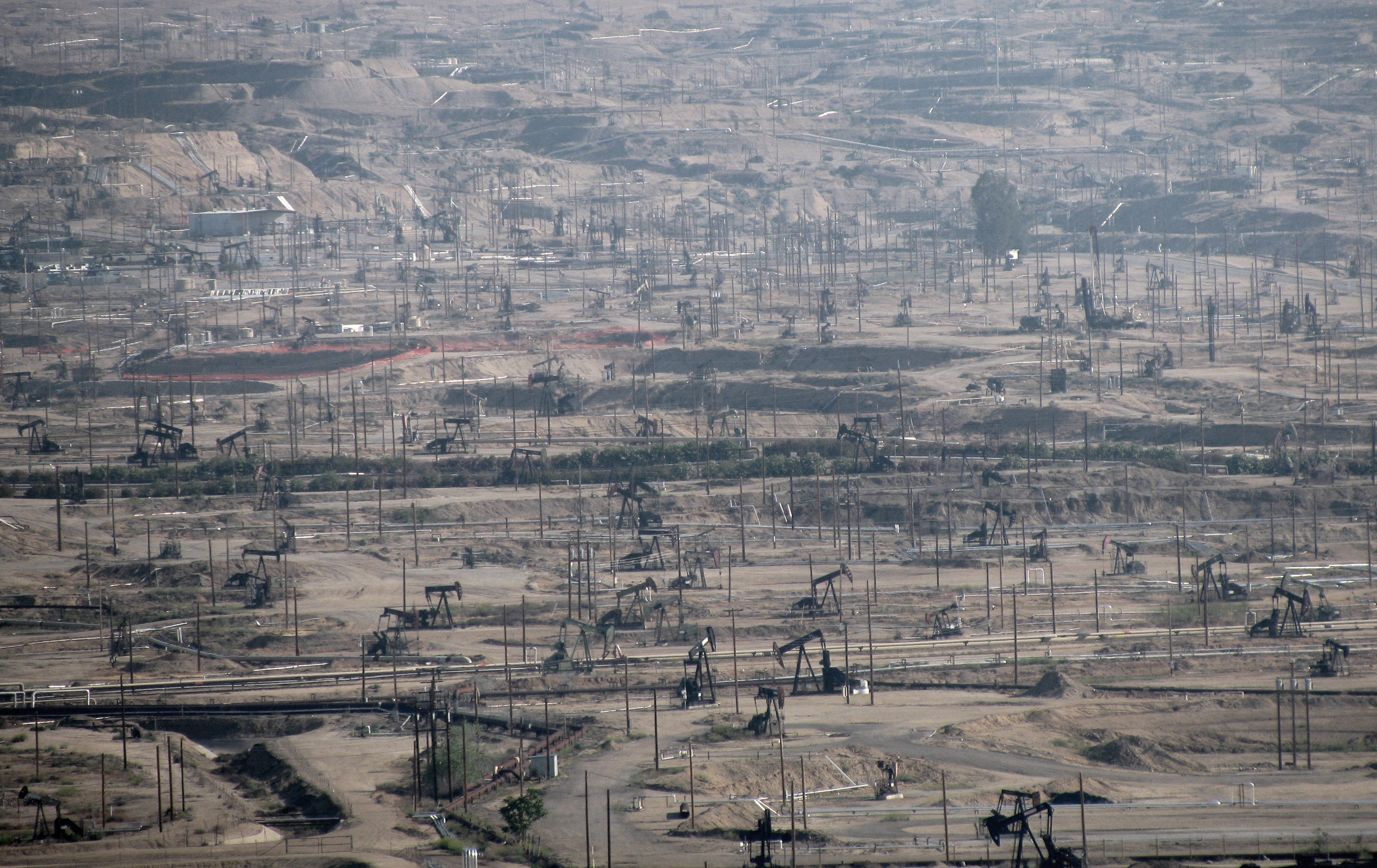
Le champ pétrolifère de Kern River (2009).

Modélisation d'un chevalet de pompage simplifié en action.

Diagramme d'un chevalet de pompage.

### En surface
Aux débuts, les chevalets de pompage fonctionnaient grâce à des lignes de tiges s'étendant horizontalement au-dessus du sol jusqu'à une roue montée sur un excentrique rotatif dans un mécanisme appelé une alimentation centralisée. L'alimentation centralisée, qui pouvait actionner une douzaine de chevalets de pompage ou plus, était alimentée par une machine à vapeur ou un moteur à combustion interne, ou encore par un moteur électrique. Parmi les avantages de ce système, citons le fait de n'avoir qu'un seul moteur principal pour alimenter tous les chevalets de pompage, plutôt que des moteurs individuels pour chacun d'eux. Cependant, parmi les nombreuses difficultés, on trouvait la nécessité de maintenir l'équilibre du système lorsque les charges individuelles des puits changeaient.
Les chevalets de pompage modernes sont alimentés par un moteur principal. Il s'agit généralement d'un moteur électrique, mais des moteurs à combustion interne sont utilisés dans des endroits isolés sans accès à l'électricité, ou, dans le cas des chevalets de pompage d'eau, lorsque l'alimentation triphasée n'est pas disponible (bien que des moteurs monophasés existent au moins jusqu'à 60 chevaux-vapeur ou 45 kilowatts, fournir de l'énergie à des moteurs monophasés de plus de 10 chevaux-vapeur ou 7,5 kilowatts peut causer des problèmes de ligne électrique, et de nombreuses pompes nécessitent plus de 10 chevaux-vapeur). Les moteurs des chevalets de pompage hors réseau fonctionnent généralement au gaz naturel, souvent issu du gaz de couche produit par le puits, mais les chevalets de pompage peuvent fonctionner avec de nombreux types de carburant, tels que le propane et le diesel. Dans des climats difficiles, ces moteurs et moteurs peuvent être logés dans une cabane pour les protéger des intempéries. Les moteurs alimentant les chevalets de pompage d'eau reçoivent souvent du gaz naturel depuis le réseau de gaz le plus proche disponible.
Le moteur principal entraîne un ensemble de poulies vers la transmission, souvent une boîte de vitesses à double réduction, qui actionne une paire de manivelles, généralement munies de contrepoids pour compenser le poids de l'ensemble tige lourde. Les manivelles soulèvent et abaissent une extrémité d'une poutre en I qui est libre de se déplacer sur un cadre en forme de A. À l'autre extrémité de la poutre se trouve une boîte métallique incurvée appelée tête de cheval ou tête d'âne, ainsi nommée en raison de son apparence. Un câble en acier, parfois en fibre de verre, appelé bridle, relie la tête de cheval à la tige polie, un piston qui traverse la boîte d'étanchéité.
Les manivelles elles-mêmes produisent également un contrepoids en raison de leur poids, de sorte que sur les chevalets de pompage qui ne supportent pas des charges très lourdes, le poids des manivelles elles-mêmes peut suffire à équilibrer la charge du puits.
Parfois, cependant, les unités à contrepoids des manivelles peuvent devenir excessivement lourdes en raison de la nécessité de contrepoids. Lufkin Industries propose des unités « équilibrées à l'air », où le contrepoids est assuré par un cylindre pneumatique alimenté en air par un compresseur, éliminant ainsi le besoin de contrepoids.
La tige polie s'ajuste étroitement à la boîte d'étanchéité, ce qui lui permet de se déplacer à l'intérieur et à l'extérieur du tubage sans que le fluide ne s'échappe. (Le tubage est un tuyau qui descend jusqu'au fond du puits à travers lequel le liquide est produit.) Le bridle suit la courbe de la tête de cheval lorsqu'elle descend et remonte pour créer une course verticale ou presque verticale. La tige polie est reliée à une longue série de tiges appelées tiges de pompage, qui traversent le tubage jusqu'à la pompe située généralement près du fond du puits.

### Fond du puits
Au bas du tubage se trouve la pompe de fond du puits. Cette pompe comporte deux clapets à bille : un clapet fixe en bas appelé clapet de fond, et un clapet sur le piston connecté au bas des tiges de pompage qui monte et descend au fur et à mesure que les tiges effectuent un mouvement de va-et-vient, appelé clapet mobile. Le fluide du réservoir pénètre depuis la formation jusqu'au bas du trou de forage à travers des perforations pratiquées dans le tubage et le ciment (le tubage est un tuyau métallique plus grand qui parcourt la longueur du puits, avec du ciment placé entre lui et la terre ; le tubage, la pompe et les tiges de pompage se trouvent tous à l'intérieur du tubage).
Lorsque les tiges à l'extrémité de la pompe remontent, le clapet mobile est fermé et le clapet de fond est ouvert (en raison de la chute de pression dans le cylindre de la pompe). Par conséquent, le cylindre de la pompe se remplit du fluide provenant de la formation pendant que le piston mobile soulève vers le haut le contenu précédent du cylindre. Lorsque les tiges commencent à descendre, le clapet mobile s'ouvre et le clapet de fond se ferme (en raison de l'augmentation de la pression dans le cylindre de la pompe). Le clapet mobile plonge à travers le fluide dans le cylindre (qui avait été aspiré pendant la course ascendante). Le piston atteint alors la fin de sa course et commence son mouvement vers le haut à nouveau, répétant le processus.
Souvent, du gaz est produit par les mêmes perforations que le pétrole. Cela peut poser problème si le gaz pénètre dans la pompe, car cela peut entraîner ce qu'on appelle le blocage par le gaz, où la pression insuffisante se développe dans le cylindre de la pompe pour ouvrir les clapets (en raison de la compression du gaz) et peu ou rien n'est pompé. Pour éviter cela, l'entrée de la pompe peut être placée en dessous des perforations. Lorsque le fluide chargé de gaz pénètre dans le puits par les perforations, le gaz remonte dans l'annulaire (l'espace entre le tubage et le tuyau de production) tandis que le liquide descend vers l'entrée du clapet de fond. Une fois à la surface, le gaz est collecté à travers des tuyaux connectés à l'annulaire.

### Pompes de puits d'eau avec chevalets de pompage
Les chevalets de pompage peuvent également être utilisés pour actionner ce qui serait maintenant considéré comme des puits d'eau à pompage manuel de style ancien. L'échelle de la technologie est fréquemment plus petite que pour un puits de pétrole et peut généralement s'adapter au-dessus d'une tête de puits d'eau existante équipée d'une pompe manuelle. La technologie est simple, utilisant généralement un dispositif de levage à double came en parallèle actionné par un moteur électrique de faible puissance, bien que le nombre de chevalets de pompage avec des longueurs de course de 54 pouces (1,4 m) et plus utilisés comme pompes à eau soit en augmentation.
Bien que le débit d'une pompe de puits d'eau avec chevalet de pompage soit inférieur à celui d'une pompe à jet et que l'eau pompée ne soit pas pressurisée, l'unité de pompage à balancier offre la possibilité de pomper manuellement en cas d'urgence, en faisant tourner manuellement la came du chevalet de pompage jusqu'à sa position la plus basse, et en fixant une poignée manuelle sur le dessus de la tige de tête du puits. Dans les chevalets de pompage plus grands alimentés par des moteurs, le moteur peut fonctionner avec du carburant stocké dans un réservoir ou avec du gaz naturel provenant du réseau de gaz le plus proche. Dans certains cas, ce type de pompe consomme moins d'énergie qu'une pompe à jet et est donc moins coûteuse à faire fonctionner.